# Ошка област
Ошка област је једна од седам области у Киргистану. Средиште области је град Ош.

## Географија
Ошка област налази се у западном Киргистану на граници с ,Узбекистаном, Кином и Таџикистаном. Суседне области су Баткенска на западу, Жалалабатска на северу и Наринска на истоку. Област је подељена на седам округа. С површином од 28.934 km² четврта је по величини киргишка област.

## Становништво
Према попису становништва из 2009. године регија је имала 999.576 становника,док је просечна густина насељености 35 стан./km².Према етничкој припадности већина становништва су Киргизи који чине 68,6% становништва и Узбеци с 28,0%.